# نوار ۱۲۱۵۸
سیارک ۱۲۱۵۸ (به انگلیسی: 12158 Tape، نامگذاری:1101T-2) دوازده هزار و صد و پنجاه و هشتمین سیارک کشف شده‌است که در ۲۹ سپتامبر ۱۹۷۳ کشف شد.
قدر مطلق سیارک برابر ۲۵.۷ است.